# 松本武洋
松本 武洋（まつもと たけひろ、1969年（昭和44年）5月14日 - ）は、日本の政治家。前埼玉県和光市長（第11代〜第13代）、地域政党「自由を守る会」顧問。元和光市議会議員（2期）。

## 来歴
兵庫県明石市生まれ。兵庫県立明石城西高等学校を経て、早稲田大学法学部卒業。放送大学大学院修士課程（社会経営科学プログラム）修了。大学卒業後、ベンチャーキャピタル、中央経済社、東洋経済新報社に勤務する。
2003年、和光市議会議員選挙に無所属で立候補し、得票数5位で初当選した。2007年の和光市議選では、得票数トップで再選。2009年、和光市議を辞職。和光市長選挙に無所属で立候補し、連合埼玉が推薦する現職の野木実、元和光市議会議長の柳下長治を破り、和光市長に初当選。
2013年5月12日、和光市長選挙に立候補し、無投票で再選した。2014年より、上田令子東京都議会議員が立ち上げた地域政党である自由を守る会の顧問を務める。
2017年5月21日執行の市長選において、3期目の当選。
2021年4月12日、記者会見で市の元保健福祉部長による高齢者からの現金着服事件の責任を負い、5月8日付をもって市長を辞職すると表明し、市議会議長に市長辞職願を提出した。本来の任期満了に伴う市長選（実質的には出直し選）にも立候補しないことを明らかにした。5月8日をもって和光市長を退任した。
2022年6月9日、元和光市職員の不祥事に関する特別委員会の最終報告書が市議会全員一致で可決。前市長の責任追及と市民への謝罪が求められている。
2023年12月21日、和光市元職員の不祥事の監督責任を果たさなかったとして和光市議会で松本武洋前市長に対する非難決議が可決された。

## 政策・主張
- 子ども大学、市民大学、交流会議など市内にある国有施設等（理化学研究所、国立保健医療科学院、税務大学校、司法研修所、国立病院機構埼玉病院）との連携を推進している[7]。
- 立ち遅れてきたとされる都市基盤整備事業による道路網の整備を重視している[8]。
- 料金体系の定期的な見直しを主張している。なお、平成24年12月、定期的な料金体系見直しや財政指標の数値目標を含む「和光市健全な財政運営に関する条例」が可決された[9]。
- すべての市立学校で毎年授業を行っている。小学6年生には憲法について、憲法の役割や必要性を教えている。日本国憲法で最も大切なのは13条の幸福追求権であると主張している[10]。
- 地方交付税不交付団体への補助金等の差別的な取り扱いに抗議している。なお、和光市は平成23年度から地方交付税交付団体に転落した[11]。
- リースによる施設整備を公会計のクリエイティブアカウンティング(利益創作会計)であると主張している[12]。
- 過剰なダムの建設が水道料金を高くすると主張している[13]。
- 市議会議員になったきっかけは「合併特例債でハコモノを作ろうとしている推進派に反発した」と述べている[14]。
- 一部の行政サービスについて税等の滞納者に関する利用制限を課している。
- 職員採用試験において「評価の多様性を確保するとともに、コネクションによる採用を予防」するため外部評価者制度を採用している[15]。
- 保育園の増設に注力し、就任以来、2園を誘致した。25年4月にはさらに1園が完成予定である。
- ツイッター、フェイスブック、ブログなどのネットを多用している。市役所の公式ツイッターアカウントも開設している。

## 人物
- 早稲田大学法学部では大畑篤四郎ゼミに所属し、日露戦争史について研究した。
- 市議時代から市長就任後も和光市駅、成増駅の駅頭で「市政レポート」と称する個人チラシを配布している。
- 「若手政治家養成塾」と称する政治塾の運営に関与するなど地方政治家の養成を積極的に行っている[16]。
- 嘉田由紀子滋賀県知事が主催する未来政治塾で地方財政を担当している[17]。
- 市長辞任後は、広島県在住[18]。
- 月曜から夜ふかしに偶然街角インタビューで出演。

## 著書
- 自治体連続破綻の時代（2006年、洋泉社）
- 会計のルールはこの3つしかない（共著、2008年、洋泉社）